# Assembleia Consultativa da Arábia Saudita
A Assembleia Consultativa da Arábia Saudita (مجلس الشورى السعودي) é o órgão do poder legislativo da Arábia Saudita, sua primeira sessão foi em 1927, todos os membros são apontados pelo Rei da Arábia Saudita, por ser uma monarquia absolutista, toda decisão aprovada pela assembleia pode ser sancionada ou vetada pelo Rei, desde 2013 o Rei publicou um decreto permitindo a presença de 30 cadeiras para mulheres no parlamento.